# Педро Енріке Конзен
Педро Енріке Конзен Медіна да Сілва (порт. Pedro Henrique Konzen Medina da Silva, нар. 16 червня 1990, Санта-Крус-до-Сул, Бразилія) — бразильський футболіст, півзахисник клубу «Карабах».
Володар кубка Швейцарії та кубка Греції.

## Ігрова кар'єра
У дорослому футболі дебютував 2010 року виступами за команду клубу «Кашіас», в якій провів два сезони, взявши участь у трьох матчах чемпіонату.
Своєю грою за цю команду привернув увагу представників тренерського штабу клубу «Цюрих», до складу якого приєднався 2012 року. Відіграв за команду з Цюриха наступні два сезони своєї ігрової кар'єри. Більшість часу, проведеного у складі «Цюриха», був основним гравцем команди.
Згодом з 2014 по 2017 рік грав у складі команд клубів «Ренн» та «ПАОК».
До складу клубу «Карабах» на правах оренди з «ПАОКа» приєднався 2017 року. Станом на 4 січня 2018 року відіграв за команду з Агдама 9 матчів в національному чемпіонаті та забив два голи.

## Досягнення
- Володар кубка Швейцарії (1):

«Цюрих»: 2013–14
- Чемпіон Азербайджану (1):

Карабах: 2017–18
- Чемпіон Казахстану (1):

Астана: 2018
- Чемпіон Греції (1):

ПАОК: 2018–19
- Володар Кубка Греції (2):

ПАОК: 2016–17, 2018–19